# Barrie Speedway
Der Barrie Speedway war eine im Jahre 1965 eröffnete Motorsport-Rennstrecke 10 km nordöstlich von Barrie (Ontario) in Kanada. Die Strecke wurde 2016 abgerissen und durch den 20 km südlich gelegenen Sunset Speedway bei Barrie ersetzt.

## Geschichte

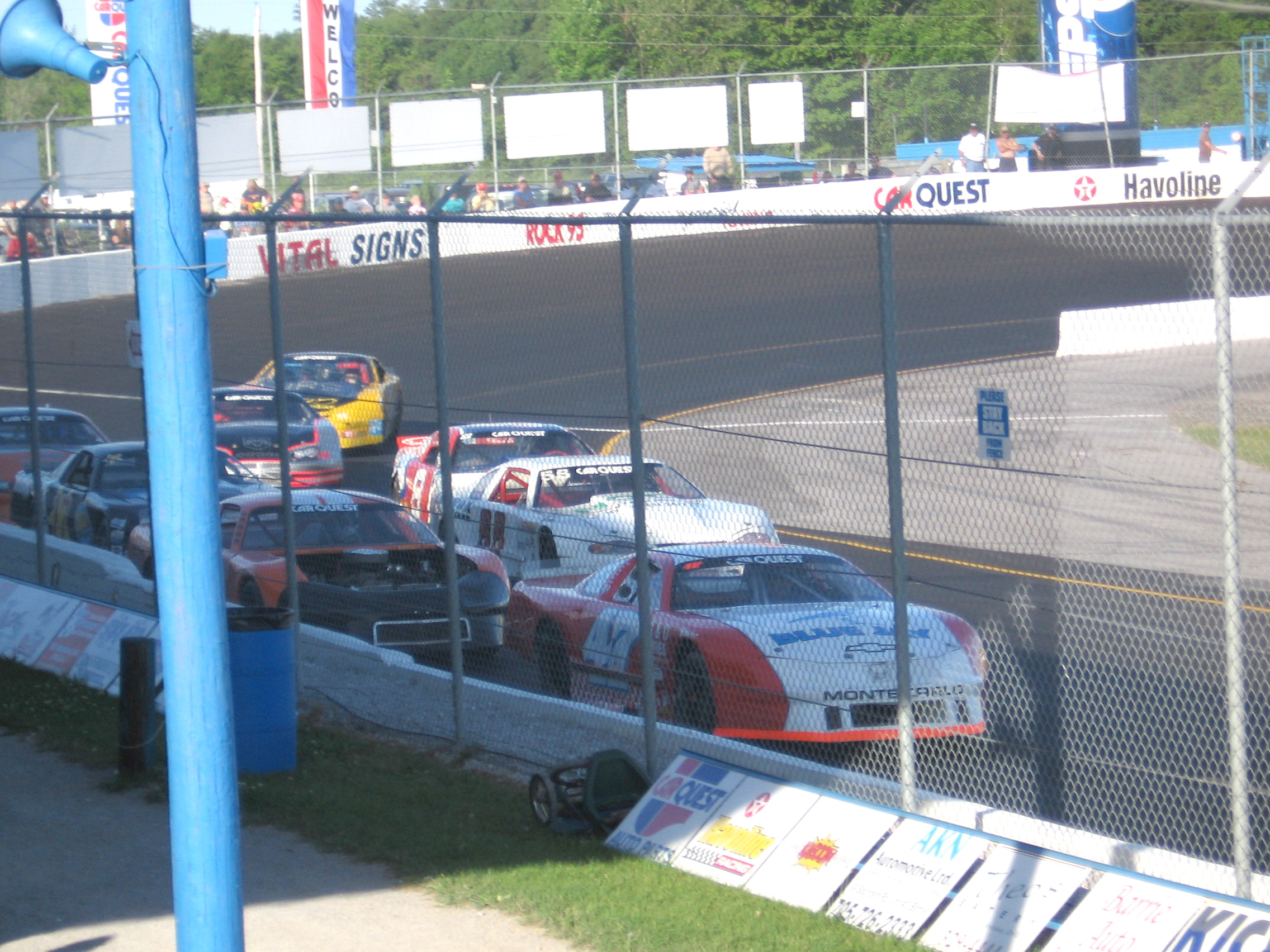
Late-Models Rennen auf dem Barrie Speedway, Ontario, Kanada. (2007)

Das 1965 gebaute Oval war zur Zeit seiner Eröffnung das erste asphaltierte Oval nördlich von Toronto. Die Strecke war ursprünglich ein 0,25-Meilen-Oval und von der sonstigen Streckenkonfiguration vergleichbar mit dem damaligen Martinsville Speedway.
Im Jahre 1999 wurde sie in ein Shorttrack-Tri-Oval mit Dogleg-Form umgebaut. Dadurch wurde sie auf 0.333 Meilen verlängert, verbreitert und die Neigung in den Kurven erhöht. Im selben Jahr wechselte der Streckenbesitzer des Barrie Speedways.
Im Jahre 2004 wurde die Strecke für eine Summe von 2 Millionen grundlegend modernisiert. Sie erhielt neue Sitzplätze, eine neue Boxenanlage und eine Neuasphaltierung.
2011 wurde die Strecke an den letzten Besitzer Apex Motorsports verkauft.
Die einstmals beliebte Strecke litt in ihren letzten Jahren angesichts konkurrierender Ovalrennstrecken zusehends an sinkenden Zuschauer- und Teilnehmerzahlen. 2014 kaufte die Contrans Group Inc. ein Grundstück neben dem Barrie Speedway. Im Januar 2015 wurde auch der Barrie Speedway an die Contrans Group Inc. verkauft. Der Abriss begann Ende 2015. Das Gelände wurde im Frühjahr 2016 planiert und wird seitdem nur noch für landwirtschaftliche Zwecke genutzt.
Die auf dem Barrie Speedway ausgetragenen Rennen wechselten zum Teil an den Sunset Speedway der ca. 20 km südlich der ehemaligen Rennstrecke gelegen ist.

## Veranstaltungen
Zwischen 1989 und 1995 war der Kurs Station der CASCAR Super Series, zwischen 2007 und 2014 der NASCAR Whelen All-American Series für die Ontario Provincial & National (Continental) Championships und zwischen 2007 und 2014 war er Austragungsort von 10 Rennen der NASCAR Canadian Tire Series.
Weitere dort antretende Serien waren:
- Ontario Legends Series
- TQ midgets
- OSCAAR

Der Barrie Speedway hatte ferner die folgenden vier Heimdivisionen, welche ihre Rennen ausschließlich dort austrugen:
- Late Model
- Thunder Cars
- Pure Stocks A
- Pure Stocks Chargers